# Quigley der Australier
Quigley der Australier (Originaltitel: Quigley Down Under) ist ein US-amerikanischer Western von Simon Wincer aus dem Jahr 1990 mit Tom Selleck in der Hauptrolle.

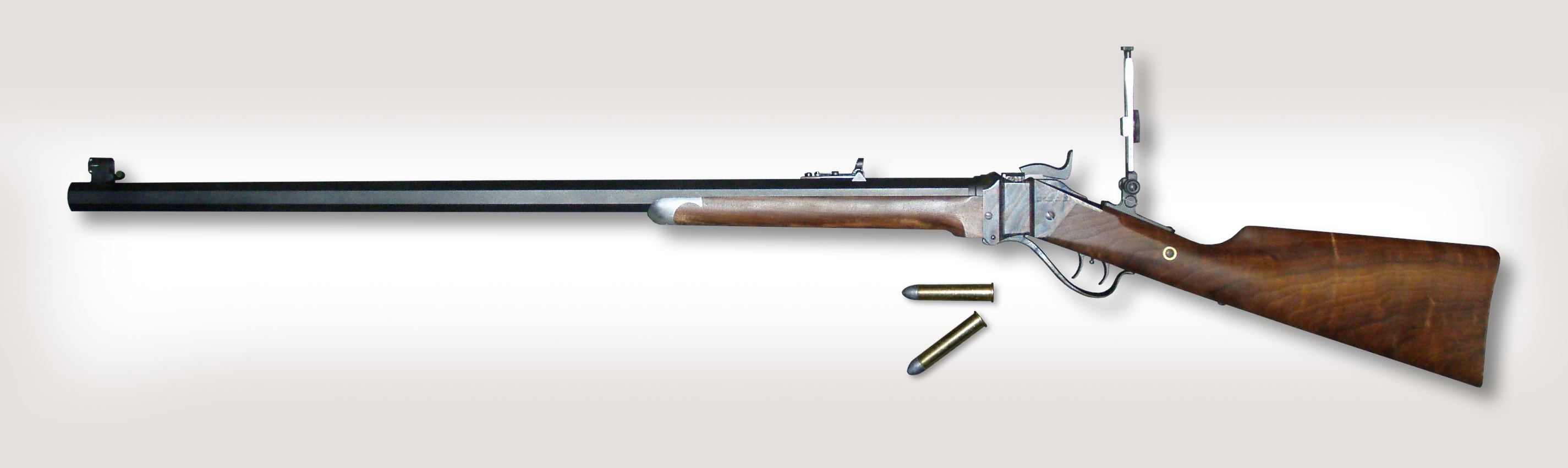
Ein Shiloh Sharps 1874 Long Range Rifle, wie es der Hauptdarsteller im Film verwendet.

## Inhalt
Der amerikanische Scharfschütze und Büffeljäger Matthew Quigley wird von dem australischen Großgrundbesitzer Elliott Marston, Besitzer der Marston Waters Ranch, angeheuert, um wildernde Dingos auf dessen Ländereien zu schießen.
Kaum im Hafen angekommen, legt er sich mit ein paar Männern an, die junge Frauen als Gespielinnen auf ihre Farm mitnehmen wollen, darunter ist jedoch eine, die ganz und gar nichts davon hält und sich heftig wehrt. Er kommt ihr zu Hilfe und die Frau, die von allen die verrückte Cora genannt wird, fährt schließlich freiwillig mit, als sie ihn ihren Ehemann Roy nennt und sich herausstellt, dass die unangenehmen Zeitgenossen, mit denen er sich gerade noch geprügelt hat, Mitarbeiter eben jenes Marston sind, für den er arbeiten soll. Sie haben den Auftrag, Quigley zur Ranch zu bringen. Dort demonstriert Quigley seine Schießkunst mit seinem Sharps-Büffelgewehr, welches ein zusätzliches Dioptervisier hat. Damit ist er in der Lage, ein Ziel in einer Entfernung zu treffen, die andere Gewehre nicht erreichen können.  Marston erklärt, er selbst halte sich für den schnellsten Revolverschützen Australiens und würde sich gerne mit amerikanischen Schützen messen. Auf Marstons Frage, was er von Revolvern halte, antwortet Quigley, er selbst habe für diese Waffe nie Verwendung gehabt.
Bei der abendlichen Mahlzeit, zu der Marston Quigley eingeladen hat, stellen sich die angeblichen Wildhunde als Aborigines heraus, die Marston von seinem Land vertreiben will. Als Quigley sich weigert, die wehrlosen Ureinwohner zu töten, indem er Marston aus seinem eigenen Haus durch ein geschlossenes Fenster wirft, wird er selbst zum Ziel von Marstons Zorn und soll aus dem Weg geräumt werden. Zwei Männer Marstons sollen ihn mit einem Karren wegtransportieren und zwei Tagesritte entfernt samt der verrückten Cora aussetzen. Er kann die beiden Männer zwar töten, doch in der Wüste überleben Cora und er nur mit Hilfe der Aborigines. So wird er unversehens zum Verbündeten der Ureinwohner.
Cora und er beobachten schließlich, wie Marstons Leute Jagd auf die Aborigines machen, wie sie sie erschießen und über Klippen stoßen. Quigley erschießt einige Mörder, die anderen flüchten und berichten Marston von der Begegnung. Unterwegs erfährt Quigley auch vom tragischen Schicksal Coras: Um nicht von Indianern entdeckt zu werden, hatte sie ihr Kind versehentlich erstickt, als es nicht aufhören wollte zu weinen. Als ihr Mann dann zurückkam, redete er kein Wort mehr mit ihr und schickte sie mit dem nächsten Schiff fort aus Texas nach Australien, weil er mit einer Frau, die seinen Sohn getötet hatte, nichts mehr zu tun haben wollte.
Es gelingt Quigley, mit einem erbeuteten Pferd in eine Siedlung vorzustoßen, wo er Proviant und Munition beim dort ansässigen Händler kauft. Wieder kommt es zu einer wilden Schießerei mit Marstons Leuten. Dabei wird das Gebäude in Brand gesteckt, in dem sich Quigley verschanzt hat – er kann aber noch rechtzeitig entkommen. Cora bleibt in der Zwischenzeit in der Wüste zurück, da es unmöglich gewesen wäre, sie und ein nach dem Morden aufgefundenes Aborigines-Baby mitzunehmen. In der Nacht greifen Dingos auf Beutezug die Höhle an, in der sich Cora mit dem Baby versteckt. Das Baby beginnt zu weinen und zu schreien, Cora ist versucht, dem Baby – wie einst ihrem eigenen Kind – Mund und Nase zuzuhalten, um die Schreie zu unterdrücken. Doch bevor es zu spät ist, schafft Cora es, ihr Trauma zu überwinden: Sie lässt das Kind schreien, so laut es will, und verteidigt sich und das Kind mit Schusswaffen gegen die Wildhunde.
Quigley kehrt rachedurstig aus der Wüste zurück. Es kommt aber schließlich zu seiner Gefangennahme durch Marstons Leute. Marston glaubt, dass Quigley nur mit dem Gewehr umgehen kann; er zwingt ihn darum zum Revolverduell, erklärt höhnisch, dies sei die „erste Unterrichtsstunde“ und tritt mit seinen letzten beiden Handlangern – die anderen sind entweder von Quigley getötet worden oder in der Nacht zuvor aus Angst vor ihm verschwunden – an. Dabei erweist es sich allerdings, dass Quigley ganz hervorragend mit einem Revolver umgehen kann: er ist schneller und erschießt Marston und seine beiden Männer. Dem sterbenden Marston erklärt Quigley, dass Marston gar nicht sonderlich schnell mit dem Colt sei. Außerdem habe er selbst nur gesagt, mit einem Revolver nichts anfangen zu können, aber nicht, dass er nicht damit umgehen könne. Die drei Aborigines, die auf der Ranch für Marston arbeiten mussten, kehren zu ihren Leuten zurück.
Ein Trupp britischer Soldaten trifft ein, die Quigley verhaften wollen, da er u. a. wegen Mord und Brandstiftung gesucht wird. Ihr Anführer Major Ashley-Pitt spricht davon, ihn am Galgen zu hängen oder Quigley bei Widerstand an Ort und Stelle oder bei einem Fluchtversuch zu erschießen. Doch plötzlich erscheint eine riesige Staubwolke, die alles einhüllt und als sich diese wieder lichtet, ist auf allen Anhöhen rund um die Ranch eine dichte Kette drohend aufgestellter Aborigines zu sehen; die Briten ziehen es vor, sich eilig zu entfernen, und lassen Quigley ziehen.
Als Quigley am Ende eine Schiffsreise heim in die Staaten buchen will, hat der Kartenverkäufer den Steckbrief von Quigley unter dem Schreibtisch sowie eine Perkussionspistole, nach der er greift. Er fragt Quigley nach seinem Namen. Cora taucht plötzlich in der Tür auf und er sagt spontan, dass er Roy Cobb heiße. Der Angestellte zieht seine Hand von der Waffe zurück. Quigley und Cora verlassen das Büro. Cora nennt ihn nun plötzlich nicht mehr Roy, sondern richtig Matthew Quigley – er hat mit ihr die Frau seines Lebens gefunden und sie den Verlust ihres Mannes überwunden. Die beiden beginnen ein neues, gemeinsames Leben auf ihrer Rückfahrt nach Amerika.

## Anmerkung
Interessant in diesem Zusammenhang ist auch der deutsche Titel des Films, der eigentlich eine Fehlübersetzung ist. Der englische Originaltitel lautet Quigley down under, wobei "down under" eine englischsprachige geographische Bezeichnung für Australien ist. Zudem ist Quigley definitiv Amerikaner. Also müsste der deutsche Titel eigentlich Quigley in Australien lauten.
Ursprünglich sollte der Film in Deutschland auch "Quigley der Amerikaner" heißen, wie auf einem vorab in der Cinema abgedruckten Filmplakat zu sehen war.

## Produktion
Quigley der Australier wurde von Pathé Entertainment produziert. Die Dreharbeiten liefen vom 18. September bis Mitte Dezember 1989 an mehr als 50 Drehorten in Australien, darunter Alice Springs, Melbourne, Apollo Bay und Warrnambool. Der von Metro-Goldwyn-Mayer vertriebene Film hatte seine Uraufführung am 19. Oktober 1990. Am 11. April 1991 kam der Film in die deutschen Kinos.

### Synchronisation
Quigley der Australier wurde von der Hermes Synchron GmbH synchronisiert. Freimut Götsch führte Synchronregie.
| Rolle             | Schauspieler       | Synchronsprecher     |
| ----------------- | ------------------ | -------------------- |
| Matthew Quigley   | Tom Selleck        | Norbert Langer       |
| Elliot Marston    | Alan Rickman       | Hans Peter Hallwachs |
| Cora              | Laura San Giacomo  | Ulrike Möckel        |
| Major Ashley-Pitt | Chris Haywood      | Wolfgang Spier       |
| Grimmelman        | Ron Haddrick       | Eberhard Wechselberg |
| Dobkin            | Tony Bonner        | Ingo Albrecht        |
| Coogan            | Jerome Ehlers      | Martin Keßler        |
| Hobb              | Conor McDermottroe | Rainer Büttner       |
| Brophy            | Roger Ward         | Karl Schulz          |
| O’Flynn           | Ben Mendelsohn     | David Nathan         |

## Rezeption

### Auszeichnungen
- 1991 – Golden Reel Award von Motion Pictures Sound Editors (MPSE, Gilde der Toneditoren), USA für Tim Chan für den besten Ton
- 1992 – englischer Kritikerkreis-Filmpreis (ALFS-Preis) für den Besten britischen Schauspieler des Jahres für Alan Rickman

### Kritiken
Gernot Gricksch meinte unter Hinweis auf den Handlungsort Australien, dass der Film in Details eigene Wege gehe, insgesamt aber eine „unverhohlene Hommage an die epischen Edelwestern der fünfziger Jahre“ sei. Im Gegensatz zu den kurz vorher entstandenen Western Der mit dem Wolf tanzt und Blaze of Glory wolle der Film „trotz seiner antirassistischen Story […] einfach nur unterhalten“. Gricksch schließt mit dem Fazit „Kein Meisterwerk – aber immerhin ein kurzweiliges Denkmal längst vergessener Kinotage“. Ähnlich sieht es das Lexikon des internationalen Films: „Augenzwinkernd und geschickt zitiert der Film bekannte Mythen und typische Handlungselemente des klassischen Western. Sympathische Unterhaltung.“ Derek Armstrong sah in seiner Kritik auf AllMovie dagegen einen ziemlich soliden und ernsten, aber auch überraschend eigenartigen Western mit einer progressiven Botschaft, in der misshandelte Aborigines die Native Americans ersetzen. Trotz ein paar guter Schießereien und der grandiosen Musik von Basil Poledouris sei der Film aber nicht wirklich erinnernswert. Roger Ebert zählt in seiner Kritik viele Dinge auf, die ihm an diesem Film gefallen haben. Wie Armstrong und teilweise auch Gricksch lobt er die darstellerischen Leistungen. So meint er, Tom Selleck hätte in früheren Zeiten ein größerer Westernstar sein können, und findet Laura San Giacomo habe mit diesem Film ihre Starqualitäten bewiesen. Selleck und San Giacomo zeigten auch eine gute Chemie, die aber leider vom Drehbuch kaum bemerkt werde. Auch Alan Rickman bringe eine gute Leistung. Es sei aber eine Schande, dass der Film nicht origineller und klüger wäre. Vor allem regt ihn auf, dass der Böse viel zu viel rede und nur wegen dieser Dummheit besiegt werde.